# ツヅキマシテ
ツヅキマシテ、は、日本のヴィジュアル系ロックバンド。インディーズ。2015年6月8日に結成され、2016年10月10日に解散した。

## メンバー
- 八雲（3月26日 - ） - ボーカル
- 侑喜（5月13日 - ） - ギター
- 矢沢もとはる（12月27日 - ） - アーチスト
- KEIGO（1月8日 - ） - ドラムス

## ディスコグラフィ

### CD作品
| # | タイトル                                                 | リリース日 | レーベル | 収録曲                                            |
| - | -------------------------------------------------------- | ---------- | -------- | ------------------------------------------------- |
| 1 | いなくなった                                             | 2015年     | -        | 1. いなくなった                                   |
| 2 | 月曜日は敵、ミラー、言い訳のミストラブルが入っています。 | 2015年     | -        | 1. 月曜日は敵 2. ミラー 3. 言い訳のミストラブル   |
| 3 | わるぐち。                                               | 2015年     | -        | 1. わるぐち 2. 夏とさよなら 3. ららららら         |
| 4 | ぶさいく                                                 | 2016年     | -        | 1. ぶさいく                                       |
| 5 | 知らない女                                               | 2016年     |          | 1. 知らない女                                     |
| 6 | 喪失                                                     | 2016年     |          | 1. 喪失                                           |
| 7 | 雨、東京。                                               | 2016年     |          | 1. 雨、東京。 2. 背中を押しました 3. いなくなった |